# Les Phéniciennes (Sénèque)
Pour l’article homonyme, voir Les Phéniciennes.
Les Phéniciennes (en latin Phoenissae ; parfois nommée aussi Thebais, « Thébaïde ») est l'une des dix tragédies romaines conservées de l'auteur romain Sénèque. Appartenant au genre de la fabula cothurnata, elle a été écrite probablement avant Œdipe.
Inachevée et très courte, elle ne comporte pas de chœur mais en avait à l'origine pour Léon Herrmann.

## Structure de la pièce

### Résumé
Œdipe, roi de Thèbes, après s'être arraché les yeux, s'était condamné à un exil volontaire. 
(Acte I) Vaincu par l'excès de ses infortunes, il veut se donner la mort sur le mont Cithéron et libérer sa fille de toutes ses attentions. Mais, touché des tendres prières d'Antigone, il lui promet de supporter la vie, à défaut de regagner sa cité. 
(Acte II) Un Messager envoyé par Thèbes réclame la présence d’Œdipe pour éviter une guerre fratricide qui menace la cité même. Étéocle qui s'accroche au pouvoir, refuse de remettre le trône à son frère, selon leurs conventions. Antigone encourage son père à jouer ce rôle de pacificateur. Mais lui se réfugie dans les bois sauvagement.
(Acte III) Pendant ce temps, à Thèbes, Jocaste plaint son sort depuis ces trois ans qu'erre Œdipe. Un Messager l'interrompt dans son monologue : les prémices du combat sont là, il faut essayer de réconcilier ses deux fils, Étéocle et Polynice, poussés à une guerre impie.
(Acte IV) Jocaste s'interpose entre ses deux fils. Mais Polynice continue de vouloir le pouvoir, et Étéocle ne propose que l'exil à son frère.
Là s'arrête brusquement ce qui nous reste de cette tragédie de Sénèque. Le lecteur et le spectateur ne voient point la mort des deux frères, percés l'un par l'autre. Peuvent en quelque sorte suppléer à ce manque le récit d'Euripide et celui de Stace dans sa Thébaïde.

### Structure
Dans la « Collection des Auteurs latins », la pièce est analysée comme suit :
- Acte « I » : vv. 1-319 (Œdipe, Antigone), ici manque un passage.
- Acte « II » : vv. 320-362 (un Messager, Œdipe, Antigone), ici manque un passage.
- Acte « III » : vv. 363-442 (Jocaste, Antigone, un Messager), peut-être sans coupure.
- Acte « IV » : vv. 443-664 (Jocaste, Polynice, Étéocle)
- Manque la fin de la tragédie.

Mais les tragédies avaient une autre structure pour le spectateur dans l'Antiquité. Les 664 vers des Phéniciennes s'analyseraient mieux en prologue, chants du chœur et épisodes successifs… si notre texte de l'œuvre était complet. En l'état de nos connaissances, toute reconstitution des parties originelles serait hasardeuse.

### Personnages
Le chœur rassemble des Phéniciennes, mais ne paraît pas dans nos extraits.
Les personnages parlants de la tragédie sont :
- Œdipe
- Jocaste, sa mère
- Antigone, sa fille
- Étéocle, un de ses fils
- Polynice, un autre de ses fils
- Un Messager

Il n'y a pas de personnages muets dans la partie de la pièce conservée. 
Le fait que les actes I et II prennent place en un lieu différent des actes III et IV a conduit certains à penser que ces deux parties appartenaient même à deux œuvres distinctes. Ce lieu ne ressemble-t-il pas à Colone ? La première serait inspirée d'Œdipe à Colone de Sophocle. L'action ne se déplace-t-elle pas ensuite à Thèbes ? La seconde tragédie serait inspirée des Sept contre Thèbes d'Eschyle et des Phéniciennes d'Euripide. L'unité de lieu ne vaut peut-être pas tant d'imagination : le Messager des combats semble aussi facilement rejoindre Œdipe qui n'est sans doute que dans l'arrière-pays thébain et Jocaste dans son palais intra muros.

## Thématiques
Cette tragédie est bâtie sur les mythes du cycle thébain. Mais dans Les Phéniciennes de Sénèque, Œdipe n'a pas été chassé de Thèbes : il cherche à se suicider, ce dont Antigone essaie de le dissuader.
Les Phéniciennes reprend le titre et, en partie, le sujet de la pièce d'Euripide créée à Athènes vers 410 av. J.-C. et qui décrit la dispute entre les fils d’Œdipe. Certains critiques ont également suggéré une influence, plus discrète, d'Œdipe à Colone de Sophocle.
L'attribution de la tragédie latine à Sénèque ne fait pas de doute, tant la pièce s'accorde avec tel passage du traité sénéquien De clementia : « En attendant, comme je le disais, la clémence fait que la différence est grande entre un roi et un tyran, bien que l'un et l'autre soient également protégés par une barrière d'armes ; mais l'un fait usage des armes qu'il possède pour fortifier la paix, l'autre pour contenir par une grande terreur de grandes haines et il ne regarde pas sans appréhension les mains mêmes auxquelles il s'est confié. En lui se bousculent des sentiments contraires ; car, bien qu'il soit odieux parce qu'il est craint, il veut être craint parce qu'il est odieux et il prend pour lui ce vers exécrable qui a perdu bien des gens : Qu'ils haïssent, pourvu qu'ils craignent ! [« Oderint, dum metuant »], ignorant la rage puissante qui monte, lorsque les haines ont grandi au-delà de la mesure ». La figure du tyran sénéquien s'incarne en l'Étéocle de Stace comme en celui de ces Phéniciennes.

## L'œuvre incomplète
Plusieurs indices montrent que la pièce n'est pas terminée, plusieurs parties manquent.
Le premier signe d'incomplétude est que les épisodes, celui d'Œdipe et Antigone sur le mont Cithéron ainsi que l'ensemble à Thèbes, ne sont pas clairement reliés entre eux ; qu'ils commencent abruptement et qu'ils finissent de même. Pire : nous avons affaire à trois extraits (acte I, acte II, actes III-IV) et manque la fin de la pièce, si ce n'est son début. Le moyen que Polynice choisisse de s'exiler en renonçant à la royauté, à rebours d'une tradition mythique si constante ?
Le second signe d'incomplétude est l'absence du chœur. Le titre le plus courant serait inexplicable si, conformément à la version originale d'Euripide, Sénèque n'avait pensé à introduire un chœur de femmes phéniciennes pour commenter la geste thébaine. L'absence du chœur peut expliquer aussi pourquoi certains manuscrits ont choisi le titre de « Thébaïde ».
Même si on s'accorde sur l'incomplétude, la critique n'a pas de preuves décisives sur les causes de ces lacunes, si la pièce était une ébauche non-concrétisée, ou qu'elle subit de nombreuses mutilations, elle ne serait que fragmentaire.

## Postérité
Fernand Delarue a montré que Stace prend « comme source principale moins, semble-t-il, les épopées grecques existantes sur le sujet, telles que la Thébaïde cyclique ou celle d'Antimaque, que les tragédies d'Euripide, en l'occurrence Les Phéniciennes et Les Suppliantes, tout en intégrant, sur le plan du color et de la thématique, l'apport des tragédies de Sénèque, principalement Œdipe et Les Phéniciennes ».
Juste-Lipse, au XVIe siècle (dans ses Animadversiones in Tragoedias quae L. Annaeo Senecae tribuuntur, 1588), exalte Les Phéniciennes comme une œuvre incomparable : « […] l'économie en est différente [du reste des tragédies latines], sans chœurs, et sans interruption. Elle est écrite uniformément, simplement, sans bigarrure de vers différents, d'une manière sublime, savante, grande et véritablement digne du  cothurne. Rien de jeune, rien de tiré, rien d'affecté : le tour et les mots choisis ; les saillies des sentences, merveilleuses set non attendues, mais fortes, nerveuses, et si frappantes pour moi que non seulement elles me réveillent, mais qu'elles me mettent en quelque sorte hors de moi-même. Est-il rien de pareil dans les autres ? j'ose le dire, c'est une pierre précieuse que je rapporterais volontiers au siècle même d'Auguste. »
Mais Daniel Heinsius et beaucoup d'autres avec lui, notamment Racine, la flétriront de tout leur mépris. Dans une préface tardive de sa Thébaïde,  Racine laisse tendre qu'il doit beaucoup à Euripide mais rien à Sénèque, tout en laissant paraître qu'il l'a lu, et en se montrant indirectement flatteur envers Sénèque, qui n'est pas « déclamateur » : « Je dressai à peu près mon plan sur Les Phéniciennes d'Euripide. Car pour la Thébaïde qui est dans Sénèque, je suis un peu de l'opinion d'Heinsius, et je tiens, comme lui, que non seulement ce n'est point une tragédie de Sénèque, mais que c'est plutôt l'ouvrage d'un déclamateur qui ne savait ce que c'était que tragédie. »
Mais l'importante influence de Sénèque sur Racine est bien décrite par John Lapp.